# Lesná (Pelhřimovi járás)
Lesná település Csehországban, a Pelhřimovi járásban. Lesná Buřenice, Samšín, Útěchovice pod Stražištěm, Velká Chyška és Hořepník településekkel határos. Lakosainak száma 66 fő (2024. január 1.).

## Népesség
A település lakosságának változását az alábbi diagram mutatja:
| Lakosok száma | 237  | 222  | 229  | 143  | 100  | 67   | 70   | 68   | 65   | 66   |
|               | 1869 | 1890 | 1921 | 1950 | 1980 | 2001 | 2017 | 2019 | 2022 | 2024 |